# Список дипломатичних місій Вірменії

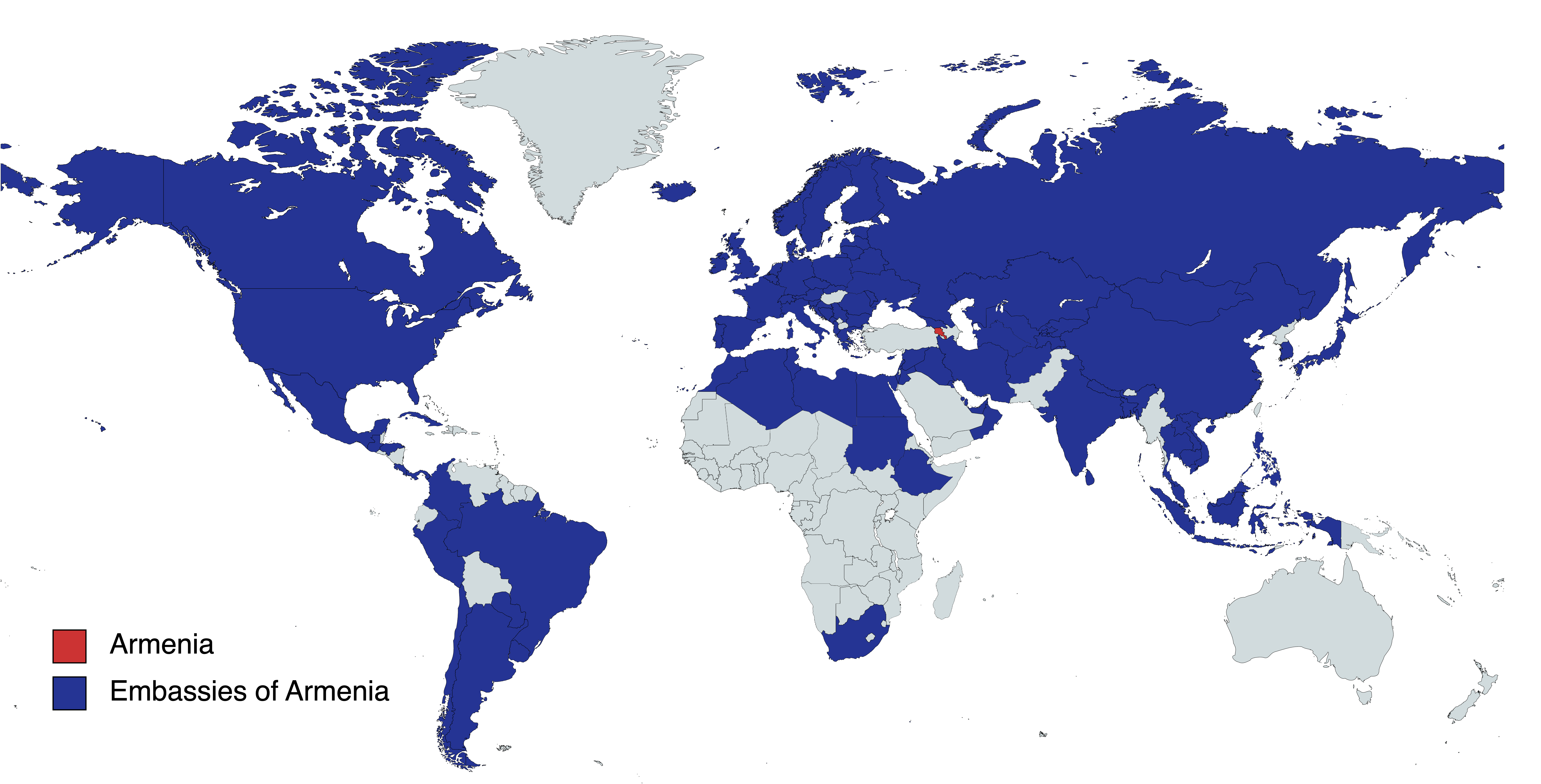
Список дипломатичних місій Вірменії

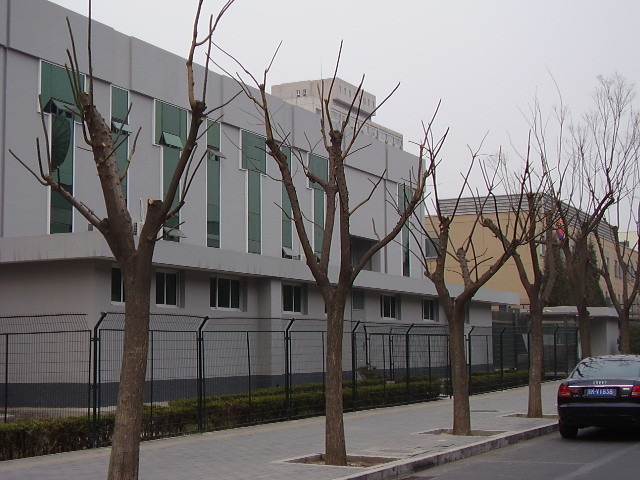
Пекін

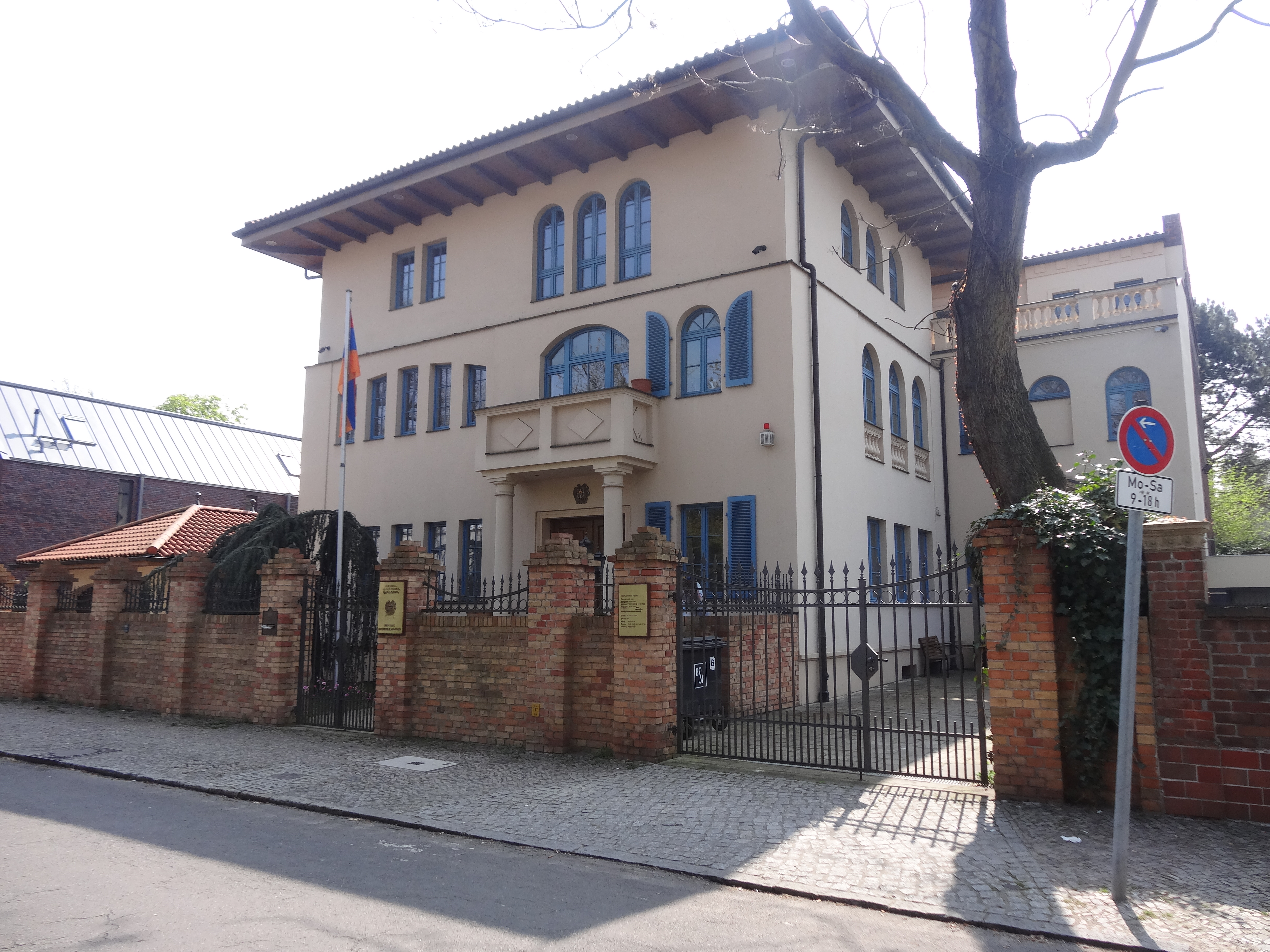
Берлін

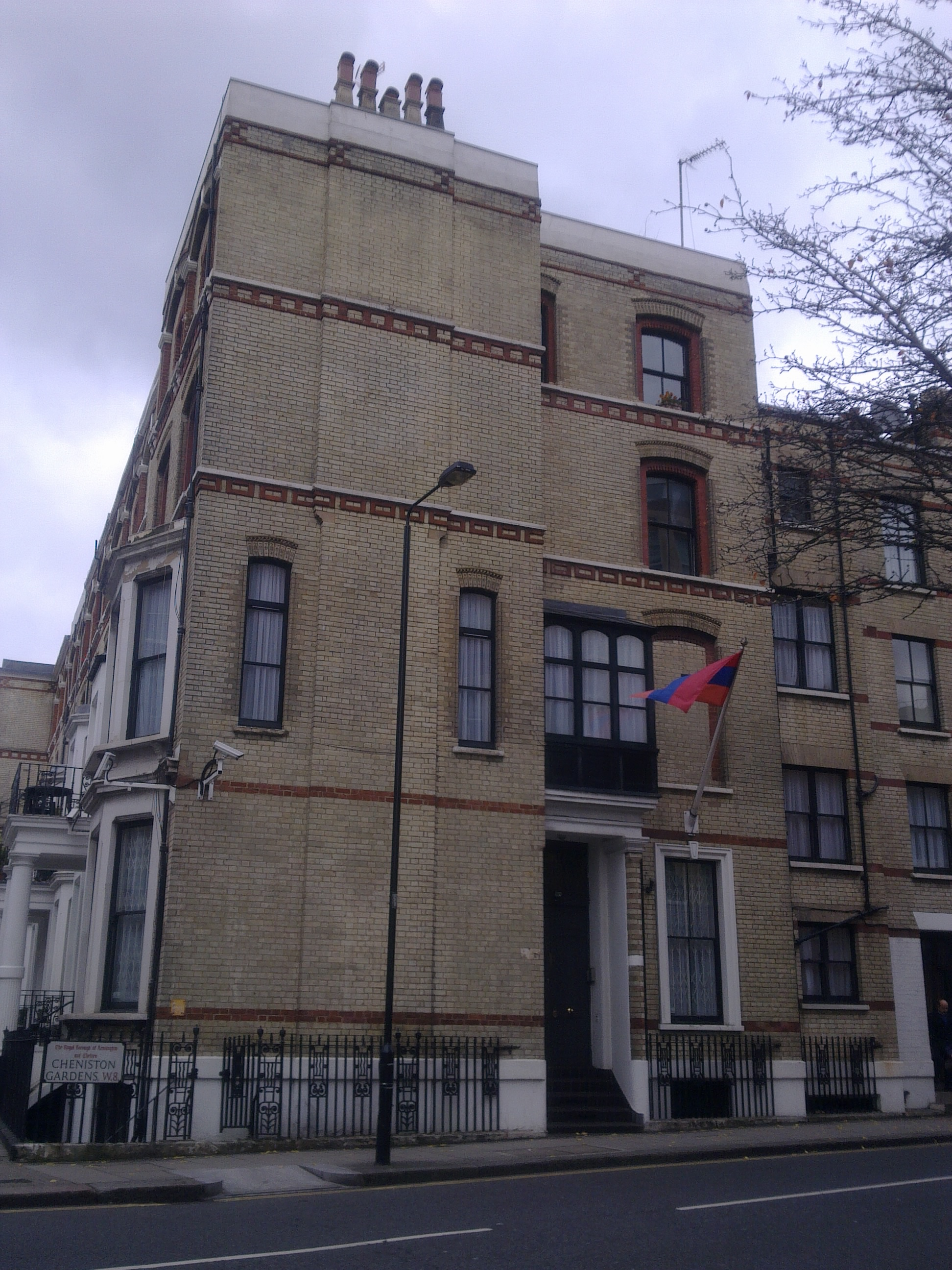
Лондон

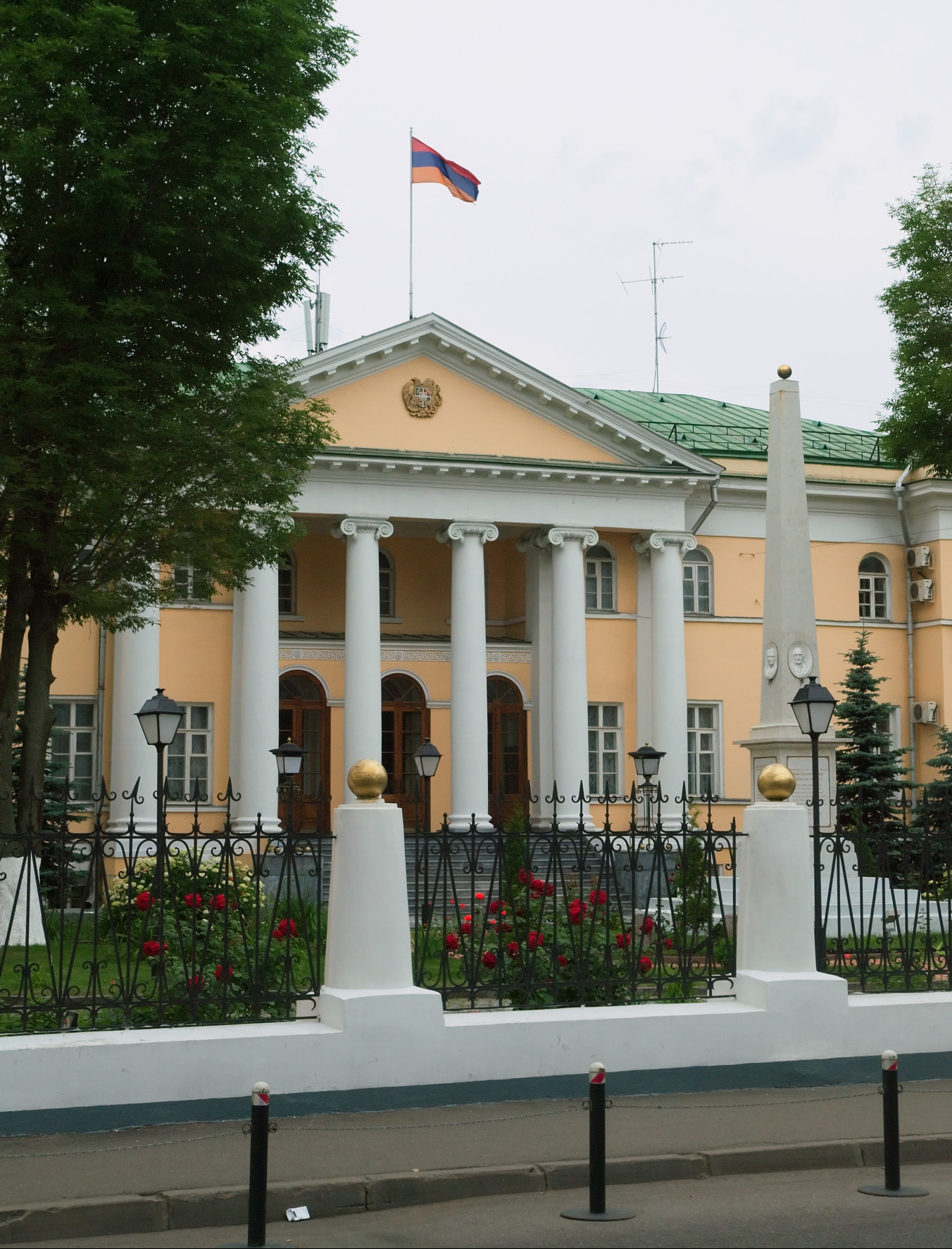
Москва

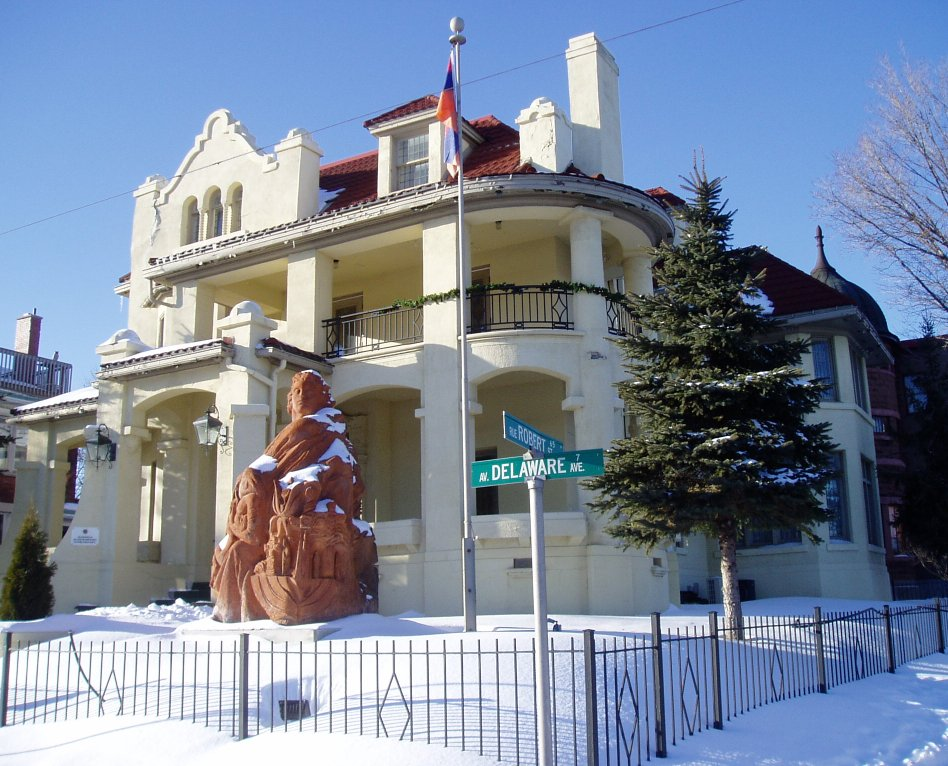
Оттава

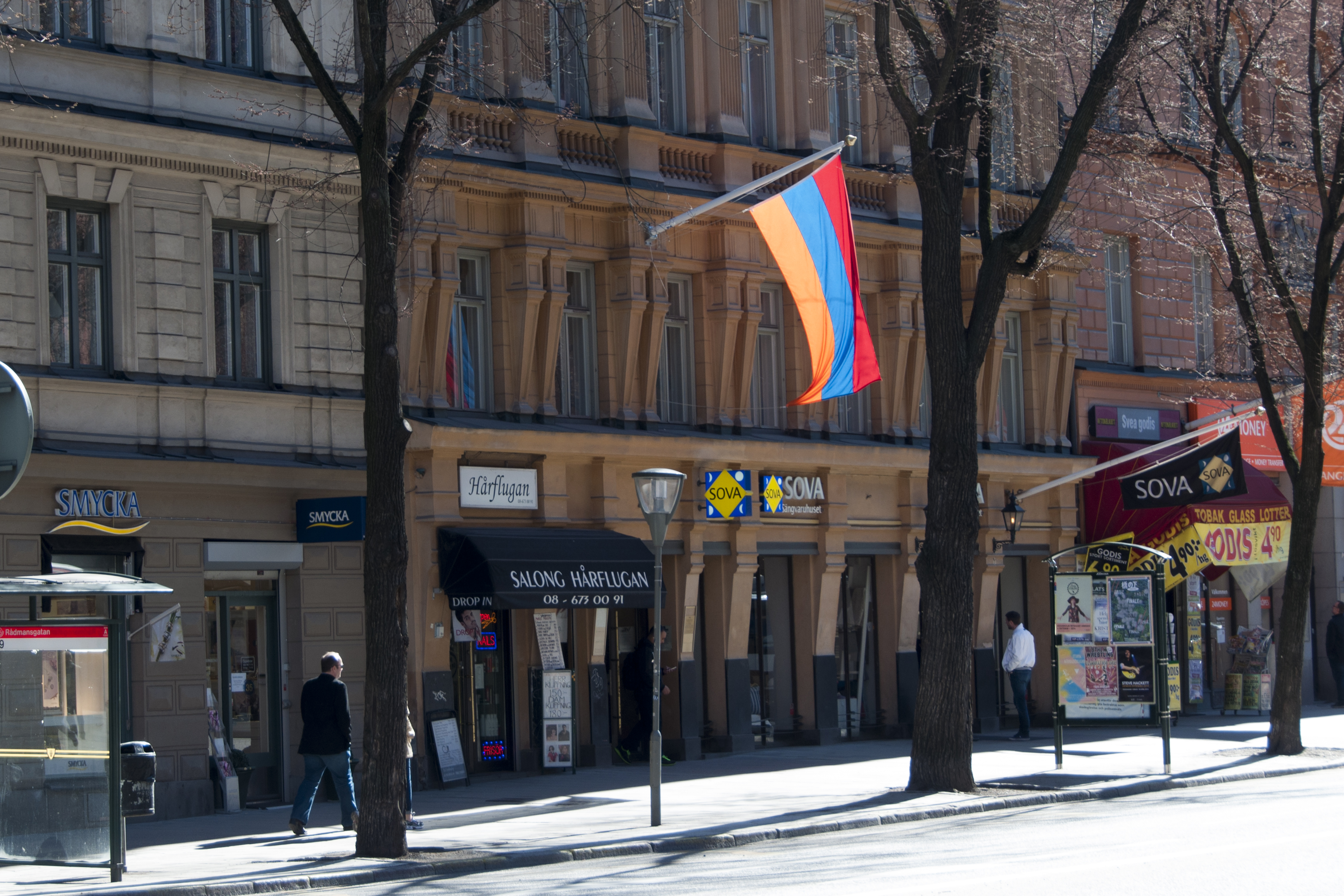
Стокгольм

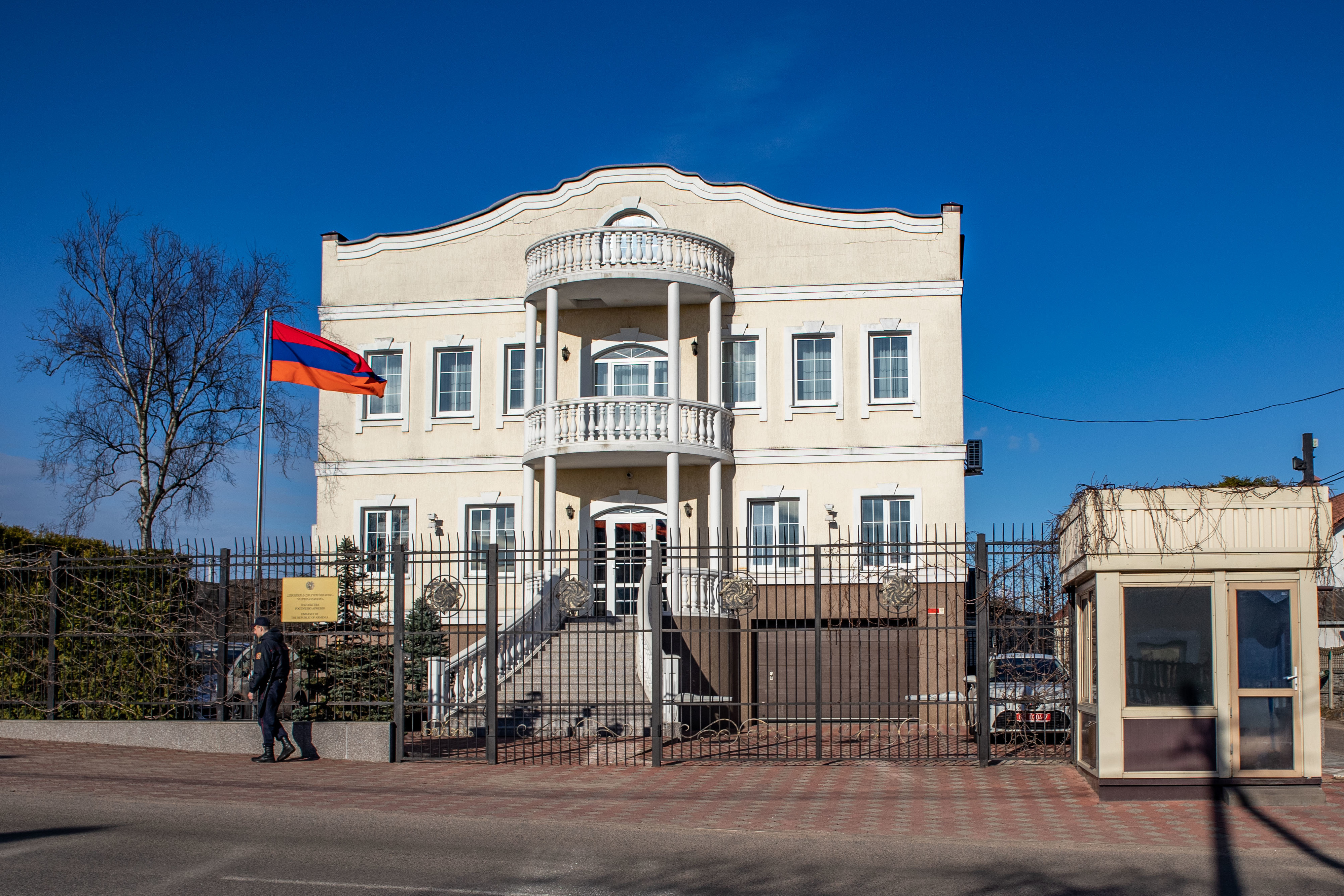
Мінськ

Список дипломатичних місій Вірменії — перелік дипломатичних місій (посольств) і генеральних консульств Вірменії в країнах світу.

## Африка
- Єгипет
  - Каїр (посольство)

## Америка
- Аргентина
  - Буенос-Айрес (посольство)
- Бразилія
  - Бразиліа (посольство)
- Канада
  - Оттава (посольство)
- Мексика
  - Мехіко (посольство)
- США
  - Вашингтон (посольство)
  - Лос-Анджелес (генеральне консульство)

## Азія
- КНР
  - Пекін (посольство)
- Грузія
  - Тбілісі (посольство)
  - Батумі (генеральне консульство)
- Індія
  - Нью-Делі (посольство)
- Індонезія
  - Джакарта (посольство)
- Ірак
  - Багдад (посольство)
- Іран
  - Тегеран (посольство)
- Японія
  - Токіо (посольство)
- Казахстан
  - Астана (посольство)
- Кувейт
  - Кувейт (посольство)
- Ліван
  - Бейрут (посольство)
- Сирія
  - Дамаск (посольство)
  - Халеб (генеральне консульство)
- Туркменістан
  - Ашхабад (посольство)
- ОАЕ
  - Абу-Дабі (посольство)
- В'єтнам
  - Ханой (посольство)

## Європа
- Австрія
  - Відень (посольство)
- Білорусь
  - Мінськ (посольство)
- Бельгія
  - Брюссель (посольство)
- Болгарія
  - Софія (посольство)
- Чехія
  - Прага (посольство)
- Данія
  - Копенгаген (посольство)
- Франція
  - Париж (посольство)
  -  Ліон (генеральне консульство)
  -  Марсель (генеральне консульство)
- Німеччина
  - Берлін (посольство)
- Греція
  - Афіни (посольство)
- - Ватикан (посольство)
- Італія
  - Рим (посольство)
- Литва
  - Вільнюс (посольство)
- Нідерланди
  - Гаага (посольство)
- Польща
  - Варшава (посольство)
- Румунія
  - Бухарест (посольство)
- Росія
  - Москва (посольство)
  - Ростов на Дону (генеральне консульство)
  - Санкт-Петербург (генеральне консульство)
  - Сочі (Консульський офіс)
- Іспанія
  - Мадрид (посольство)
- Швеція
  - Стокгольм (посольство)
- Швейцарія
  - Женева (посольство)
- Україна
  - Київ (посольство)
- Велика Британія
  - Лондон (посольство)

## Міжнародні організації
- Брюссель (постійне представництво Європейському Союзі і НАТО)
- Женева (постійне представництво Організації Об'єднаних Націй і міжнародних організаціях)
- Рим (Продовольча і сільськогосподарська організація)
- Нью-Йорк (постійне представництво в Організації Об'єднаних Націй)
- Париж (постійне представництво ЮНЕСКО і ОЕСР)
- Страсбург (постійне представництво в Раді Європи)
- Відень (постійне представництво ОБСЄ)